# Ilha Queimadas
A Ilha Queimadas está situada na baía de Babitonga, no litoral sul brasileiro, ao norte do Estado de Santa Catarina. Ela possui cerca 3.800 metros quadrados, havendo duas praias, sendo o resto circundado por pedras. É uma ilha de propriedade particular. 